# فيشستيبليفسكايا (كراسنودار كراي)
فيشيستيبليييفسكايا (بالروسية: Вышестеблиевская) هي مدينة في مقاطعة كراسنودار كراي في روسيا.